# Fernando Gómez Rovira
Fernando Gabriel Gómez Rovira (Santiago, Chile, 1 de septiembre de 1973) es un actor chileno de cine, teatro y televisión.
Se forma –como muchos importantes intérpretes de su generación- en la Academia Club de Teatro de Fernando González. Ya desde su primer año de estudios participa en montajes del teatro profesional. Forma parte de los elencos en las presentaciones más recientes del mítico Gran Circo Teatro de Andrés Pérez, quien lo dirige en las obras Madame de Sade y Nemesio pela’o, qué es lo que te ha pasao. Ha incursionado en la dirección teatral, en una adaptación escénica de la Cantata Santa María de Iquique, en 1998, y en el montaje ¡Qué bueno! en la que reúne en escena a tres actores profesionales y diez jóvenes con distintos grados de discapacidad intelectual. 
Debuta en cine en Taxi para tres, la galardonada película de Orlando Lübbert, en donde interpreta a un inexperto y bien intencionado ladrón joven. Por esta actuación obtiene el premio al Mejor actor de reparto en el 42º Festival Internacional de Cine de Cartagena. Desde el año 2003 forma parte del elenco estable del área dramática de Canal 13, en donde ha participado en diversas teleseries, entre ellas, Machos, Hippie, Brujas y Descarado.

## Películas
- Sapo (2017)
- 03:34 Terremoto en Chile (2011)
- Mansacue (2008)
- Rojo, la película (2006)
- Juego de verano (2005)
- Paraíso B (2002)
- Taxi para Tres (2001)

## Telenovelas
- Cuenta conmigo (2009)
- Descarado (2006)
- Brujas (2005)
- Hippie (2004)
- Machos (2003)

## Series y unitarios
- Infieles (2012)
- Teatro en Chilevisión (2010)
- Adiós al séptimo de línea (2010)
- Los 80 (2009)
- Los simuladores (2005)
- El cuento del tío (2004)
- La vida es una lotería (2003)